# Domingo Claps
Domingo Claps Gallo (Antofagasta, 5 de abril de 1938) es un abogado, político y académico chileno.

## Estudios
Realizó sus estudios en el Colegio San Luis ingresando el año 1943 hasta 1958, y en la Escuela Militar. Posteriormente, ingresó a la Universidad de Concepción, titulándose de abogado en 1966; su memoria de grado se tituló Situación jurídica del descubridor minero. Una vez egresado ejerció su profesión en su ciudad natal, desde 1966, dedicándose especialmente a materias mineras y juicios de trabajo.

## Labor Empresarial
Se desempeñó como abogado de la Empresa Segundo Gómez S.A.C e I.; de la Casa Claps; de AESCO, Asociación de Comerciantes y de Scapini S.A. Trabajó como abogado del Consultorio de Asistencia Judicial de Antofagasta.

## Gestión Política y Parlamentaria
En la Universidad de Concepción integra la juventud socialista que lo postula a presidente de la Federación de estudiantes, no resultando electo.
En 1969 se presentó como candidato a diputado en representación del Partido Socialista de Chile, por la agrupación departamental de Tocopilla, El Loa, Antofagasta y Taltal, no resultando electo.
Fue elegido regidor de la I. Municipalidad de Antofagasta (1971-1973).
En 1973 volvió a presentarse como candidato a diputado en representación del Partido Socialista de Chile, por la agrupación departamental de Tocopilla, El Loa, Antofagasta y Taltal. Resultó elegido para el período 1973-1977; integrando la Comisión Permanente de Constitución, Legislación y Justicia y la de Integración Latinoamericana.
Sin embargo, vio interrumpida su labor legislativa por el golpe militar y la consiguiente disolución del Congreso Nacional; D.L. Nº27 de 21 de septiembre de 1973.

## Dictadura y democracia
Asilado en la Embajada de México en Chile, salió al exilio. Fue decano de la Facultad de Ciencias Jurídicas de la Universidad de Antofagasta (1996-2002). Se desempeñó como profesor de Derecho Constitucional de dicha Universidad.
Fue presidente regional del Partido Socialista de Chile en Antofagasta.
Fue miembro del Colegio de Abogados y del Automóvil Club de Chile.

## Historial electoral

### Elecciones parlamentarias de 1969
- Elecciones Parlamentarias de 1969 para la 2.ª Agrupación Departamental, Antofagasta.[1]

### Elecciones parlamentarias de 1973
- Elecciones Parlamentarias de 1973 para la 2.ª Agrupación Departamental, Antofagasta.[1]

Fuente: El Mercurio, 6 de marzo de 1973